# Bascombe Well Conservation Park
Bascombe Well Conservation Park är en park i Australien. Den ligger i kommunen Elliston och delstaten South Australia, omkring 320 kilometer nordväst om delstatshuvudstaden Adelaide.
Trakten runt Bascombe Well Conservation Park är nära nog obefolkad, med mindre än två invånare per kvadratkilometer.. Det finns inga samhällen i närheten.
I omgivningarna runt Bascombe Well Conservation Park växer huvudsakligen savannskog. Genomsnittlig årsnederbörd är 468 millimeter. Den regnigaste månaden är juni, med i genomsnitt 98 mm nederbörd, och den torraste är oktober, med 11 mm nederbörd.